# Bouzy-la-Forêt
Bouzy-la-Forêt és un municipi francès, situat al departament del Loiret i a la regió de Centre – Vall del Loira. L'any 2007 tenia 1.147 habitants.

## Demografia

### Població
El 2007 la població de fet de Bouzy-la-Forêt era de 1.147 persones. Hi havia 421 famílies, de les quals 102 eren unipersonals (49 homes vivint sols i 53 dones vivint soles), 125 parelles sense fills, 186 parelles amb fills i 8 famílies monoparentals amb fills.
La població ha evolucionat segons el següent gràfic:
Habitants censats

### Habitatges
El 2007 hi havia 595 habitatges, 436 eren l'habitatge principal de la família, 110 eren segones residències i 49 estaven desocupats. 585 eren cases i 4 eren apartaments. Dels 436 habitatges principals, 383 estaven ocupats pels seus propietaris, 45 estaven llogats i ocupats pels llogaters i 9 estaven cedits a títol gratuït; 4 tenien una cambra, 29 en tenien dues, 85 en tenien tres, 119 en tenien quatre i 198 en tenien cinc o més. 295 habitatges disposaven pel capbaix d'una plaça de pàrquing. A 142 habitatges hi havia un automòbil i a 272 n'hi havia dos o més.

### Piràmide de població
La piràmide de població per edats i sexe el 2009 era:
| Homes | Edats   | Dones |
| ----- | ------- | ----- |
| 0     | 95 o +  | 0     |
| 4     | 90 a 94 | 12    |
| 12    | 85 a 89 | 0     |
| 4     | 80 a 84 | 4     |
| 20    | 75 a 79 | 20    |
| 24    | 70 a 74 | 32    |
| 48    | 65 a 69 | 44    |
| 12    | 60 a 64 | 36    |
| 8     | 55 a 59 | 12    |
| 32    | 50 a 54 | 32    |
| 32    | 45 a 49 | 28    |
| 32    | 40 a 44 | 16    |
| 36    | 35 a 39 | 28    |
| 28    | 30 a 34 | 24    |
| 28    | 25 a 29 | 32    |
| 24    | 20 a 24 | 24    |
| 28    | 15 a 19 | 16    |
| 40    | 10 a 14 | 16    |
| 20    | 5 a 9   | 16    |
| 8     | 0 a 4   | 12    |

## Economia
El 2007 la població en edat de treballar era de 696 persones, 550 eren actives i 146 eren inactives. De les 550 persones actives 520 estaven ocupades (279 homes i 241 dones) i 29 estaven aturades (12 homes i 17 dones). De les 146 persones inactives 65 estaven jubilades, 39 estaven estudiant i 42 estaven classificades com a «altres inactius».

### Ingressos
El 2009 a Bouzy-la-Forêt hi havia 455 unitats fiscals que integraven 1.211 persones, la mediana anual d'ingressos fiscals per persona era de 19.122 €.

### Activitats econòmiques
Dels 35 establiments que hi havia el 2007, 1 era d'una empresa extractiva, 2 d'empreses alimentàries, 2 d'empreses de fabricació d'altres productes industrials, 7 d'empreses de construcció, 7 d'empreses de comerç i reparació d'automòbils, 3 d'empreses de transport, 1 d'una empresa d'hostatgeria i restauració, 1 d'una empresa d'informació i comunicació, 3 d'empreses immobiliàries, 4 d'empreses de serveis, 3 d'entitats de l'administració pública i 1 d'una empresa classificada com a «altres activitats de serveis».
Dels 7 establiments de servei als particulars que hi havia el 2009, 1 era un paleta, 1 guixaire pintor, 1 fusteria, 1 lampisteria, 2 electricistes i 1 agència immobiliària.
Dels 2 establiments comercials que hi havia el 2009, 1 era una botiga de menys de 120 m² i 1 una fleca.
L'any 2000 a Bouzy-la-Forêt hi havia 19 explotacions agrícoles que ocupaven un total de 814 hectàrees.

## Equipaments sanitaris i escolars
El 2009 hi havia una escola elemental integrada dins d'un grup escolar amb les comunes properes formant una escola dispersa.

## Poblacions més properes
El següent diagrama mostra les poblacions més properes.